# Callan Potter
Callan Potter (* 9. Januar 1998) ist ein kanadischer Schauspieler.

## Leben
Seine erste Rolle hatte Potter 2016 als „Boots“ in dem Fernsehfilm Bruno & Boots Ab ins kühle Nass, der mehrere Fortsetzungen nach sich zog. Internationale Bekanntheit bekam er durch die Hauptrolle des „Tristan“ in der Nickelodeon-Serie Das Königreich der Anderen. Er war auch in dem Fernsehfilm The Swap zu sehen.

## Filmographie (Auswahl)
- 2016: Bruno & Boots Abenteuer ins kühle Nass (Bruno & Boots: Go Jump in the Pool, Fernsehfilm)
- 2016: The Swap (Fernsehfilm)
- 2016: Das Königreich der Anderen (The Other Kingdom, Fernsehserie, 14 Folgen)
- 2017: Murdoch Mysteries (Fernsehserie, 1 Folge)